# Stora tjärnen, Värmland
Stora tjärnen är en sjö i Filipstads kommun i Värmland och ingår i Göta älvs huvudavrinningsområde. Sjön har en area på 0,087 kvadratkilometer och ligger 171,3 meter över havet.
Stora tjärnen ligger i Brattforsheden Natura 2000-område.

## Delavrinningsområde
Stora tjärnen ingår i det delavrinningsområde (661509-139909) som SMHI kallar för Ovan 661497-139918. Medelhöjden är 179 meter över havet och ytan är 10,14 kvadratkilometer. Räknas de 4 avrinningsområdena uppströms in blir den ackumulerade arean 132,4 kvadratkilometer. Lungälven som avvattnar avrinningsområdet har biflödesordning 4, vilket innebär att vattnet flödar genom totalt 4 vattendrag innan det når havet efter 357 kilometer. Avrinningsområdet består mestadels av skog (74 procent). Avrinningsområdet har 0,09 kvadratkilometer vattenytor vilket ger det en sjöprocent på 0,9 procent.